# 日々の新聞
日々の新聞（ひびのしんぶん）は、詳報性と独自の切り口を編集方針にした地方紙（隔週刊紙）である。2002年5月にいわき民報を退社した安竜昌弘が「アメリカンジャーナリズムをベースとする硬派な新聞」として福島県いわき市で創刊した。その特徴は詳報性と独自な切り口で、そこには自らのイデオロギー、個性を捨てて画一化してしまった既存メディアに対する、アンチテーゼがある。その代表的なコーナーは「紙面を読んで」（オンブズマン）。その欄は創刊当時から編集の及ばない不可侵としている。

## 企業内容
- 会社名称：有限会社 日々の新聞社[1]
- 本社所在地：〒970-8036 福島県いわき市平谷川瀬字明治町83
- 従業員数：当事業所3人（うち女性2人）企業全体3人
- 事業内容：新聞発行・出版業・コンサルタント業
- 編集人： 安竜昌弘

## 主な出版物
- 草野杏平編者・日々の新聞社編集『きれいな川のほとりで 母 梅乃からの手紙』草野杏平、2007年7月
- 若松紀志子著・日々の新聞社編『ELICONA 若松紀志子からのメッセージ』アートスペースエリコーナ、2005年9月
- 齋藤光三著・日々の新聞社編『終の棲み処』平電子印刷所、2004年1月
- 高原浅市著・日々の新聞社編『地底の夜明け MY REVOLUTION』纂修堂・「常磐炭田鉱夫組合血戦実録」刊行会、2004年7月